# Református templom (Katádfa)
A katádfai református templom a Baranya vármegyei Katádfa ma műemléki védelem alatt álló épülete.

## Története
A ma is álló templom pontos építési ideje nem ismert, de a falu templomairól szóló források adnak némi támpontot vele kapcsolatban.
A településen a történelem folyamán több templom is állt, de a korábbiak mind fából készültek. Már az a fatemplom is, amit 1732-ben építettek, egy korábbi, leromlott állapotú templom helyett épült fel. Létezéséről egy, az 1738-as katolikus püspöki vizitáció alkalmából született feljegyzés tanúskodik (igaz, a falut ekkor már nem katolikusok lakták): ez a feljegyzés megemlíti, hogy az építmény sárral tapasztott, vakolatlan vesszőfalakkal rendelkezett, deszkamennyezete volt, és meg volt benne található egy úrasztala, egy katedra és egyszerű padok is. 1768-ban vagy 1769-ben egy tűzvész során a falu fatemploma (minden bizonnyal ez az imént említett épület) megsemmisült.
1817-ben a katádfai prédikátor, Török József úgy tájékoztatta püspökét, hogy az akkori templom a leégett korábbi helyett épült – szintén fából. A hozzá tartozó 40 fontos harang egy különálló haranglábban helyezkedett el, ezért valószínűsíthető, hogy a templomnak nem volt saját tornya. Kazinczy István tiszteletes 1847-ben arról számolt be, hogy a templom igencsak düledező állapotban van, 1886-ban pedig Kovácsi István tiszteletes arról írt, hogy az akkori templom „téglából cserépre” 1851-ben készült. Lázár Gy. Levente kutató szerint a jelenlegi téglafalú templom 1795-ből származik, és 1853-ban részlegesen átépítették. Zentai Tünde néprajzkutató szerint ha ez így volt, akkor az hasonlóan történhetett, mint a közeli Becefán: jelesül úgy, hogy a meglevő tetőszerkezet alá téglafalakat emeltek.
A templomot 1982-ben „takarékossági okokból” le akarták bontani, de végül megmenekült, sőt, 2011-ben fel is újították.

## Leírás
A templom Katádfa „főterén”, az orsószerűen térré kiszélesedő Zrínyi utcában található. Falai fehér színűek, hossza 20, szélessége 10 méter, tornya a déli végén emelkedik, a hajó egyenes záródású. Egyik bejárata a torony aljában nyílik, a másik a keleti oldalon (ott, ahol 1967-ben még egy nyeregtetős cinterem csatlakozott a templomhoz). Az épületnek hat, viszonylag nagy méretű, boltíves ablaka van, a kettős hódfarkú cserépfedés függesztő-feszítőműves, tölgyfából készült tetőszerkezeten nyugszik. A torony félköríves záródású bejárata fölött egy nagyobb ablak nyílik, afölött egy kisebb szögletes, míg a jellegzetesen barokk toronysisak alatt négy nagyobb, szintén félköríves ablak helyezkedik el, fölöttük festett toronyórákkal. Az oromfal sarkait egy-egy váza díszíti, míg a homlokzatokon klasszicista vakolatarchitektúra figyelhető meg.
1930 őszén (15 pengőért) az egyházközség fényképet készíttetett a templom belsejéről, amiről kiderül, hogy a berendezés azóta is lényegében változatlan. A nyugati fal közepén található szószék 1908-ban készült, egy szögletes faoszlopon nyugszik és egy kovácsoltvas korlátú feljáró vezet fel hozzá. A fölötte levő hangvető korona csillagos csúcsdísszel rendelkezik. Az alatta levő alacsony hátú, mellvédes Mózes-szék ugyancsak 1908-ból való, míg a siklósi márványból készült úrasztala egy évvel régebbi. Ennek lapja kerek, talapzatos lába viszont hatszög keresztmetszetű. Közepébe egy kis, fedeles keresztelőmedencét mélyítettek, hasonlóan több másik térségbeli templomhoz. A torony felőli (női) oldal a falon karzat húzódik, amelynek festett deszkakorlátja van.
Ma az előpadok homlokzatát ugyanúgy egyszínű festék fedi, mint a kórus mellvédjét, de az 1930-as fényképről kiderül, hogy ez nem volt mindig így. Korábban ezeket festett virágminták díszítették, és úgy tűnik, a mai többrétegű festés alatt még megtalálható az eredeti ornamentika. Az előpadokon például festett fülkécskékben vázába rendezett virágok (köztük rózsaszálak) jelentek meg, a reneszánsz stílust idézve. Zentai Tünde néprajzkutató valószínűsíti, hogy ezek a festett díszek 1851 előtt készülhettek, talán az 1768-ban vagy 1769-ben leégett templom helyett épült új fatemplom számára. A kórusmellvéd keretbetétes szerkezetű, „kazettáin” szintén világos alapszínű, de jóval egyszerűbb mintát tartalmazó képecskék jelentek meg. Az alsó szegélyen inda húzódott végig, a keretbetétek közepén pedig egy-egy koszorút ábrázoltak, már-már mértaniasra egyszerűsítve.